# Rinorea melanodonta
Rinorea melanodonta S.F.Blake – gatunek roślin z rodziny fiołkowatych (Violaceae). Występuje naturalnie w Kolumbii, Wenezueli, Gujanie oraz na Trynidadzie i Tobago. 

## Morfologia
PokrójZimozielone drzewo lub krzew. Dorastające do 6 m wysokości.
LiścieBlaszka liściowa ma owalny lub eliptyczny kształt, jest karbowana lub piłkowana na brzegu, ma klinową nasadę i ostry wierzchołek. Ogonek liściowy jest nagi.

## Biologia i ekologia
Rośnie w lasach, na wysokości do 400 m n.p.m.